# Dysdera atlantea
Espèce
Dysdera atlantea est une espèce d'araignées aranéomorphes de la famille des Dysderidae.

## Distribution
Cette espèce est endémique du Maroc.

## Publication originale
- Denis, 1954 : Notes d'aranéologie marocaine. III. Quelques araignées du massif de l'Ayachi, avec une étude sur les Textrix du Maroc. Revue française d'entomologie, vol. 21, p. 133-144.